# Guialí
Guialí (en grec modern : Γυαλί [ʝaˈli] significant 'cristall petit'), coneguda en l'antiguitat com Istros, és una illa petita de la mar Egea situada a l'arxipèlhag del Dodecanès, a mig camí entre la costa meridional de Cos i l'illa de Níssiros. Es compon de pujols de lava d'obsidiana riolítica i de dipòsits de pedra tosca. Depèn administrativament de l'illa de Níssiros situada a aproximadament tres quilòmetres al sud.

## Geografia

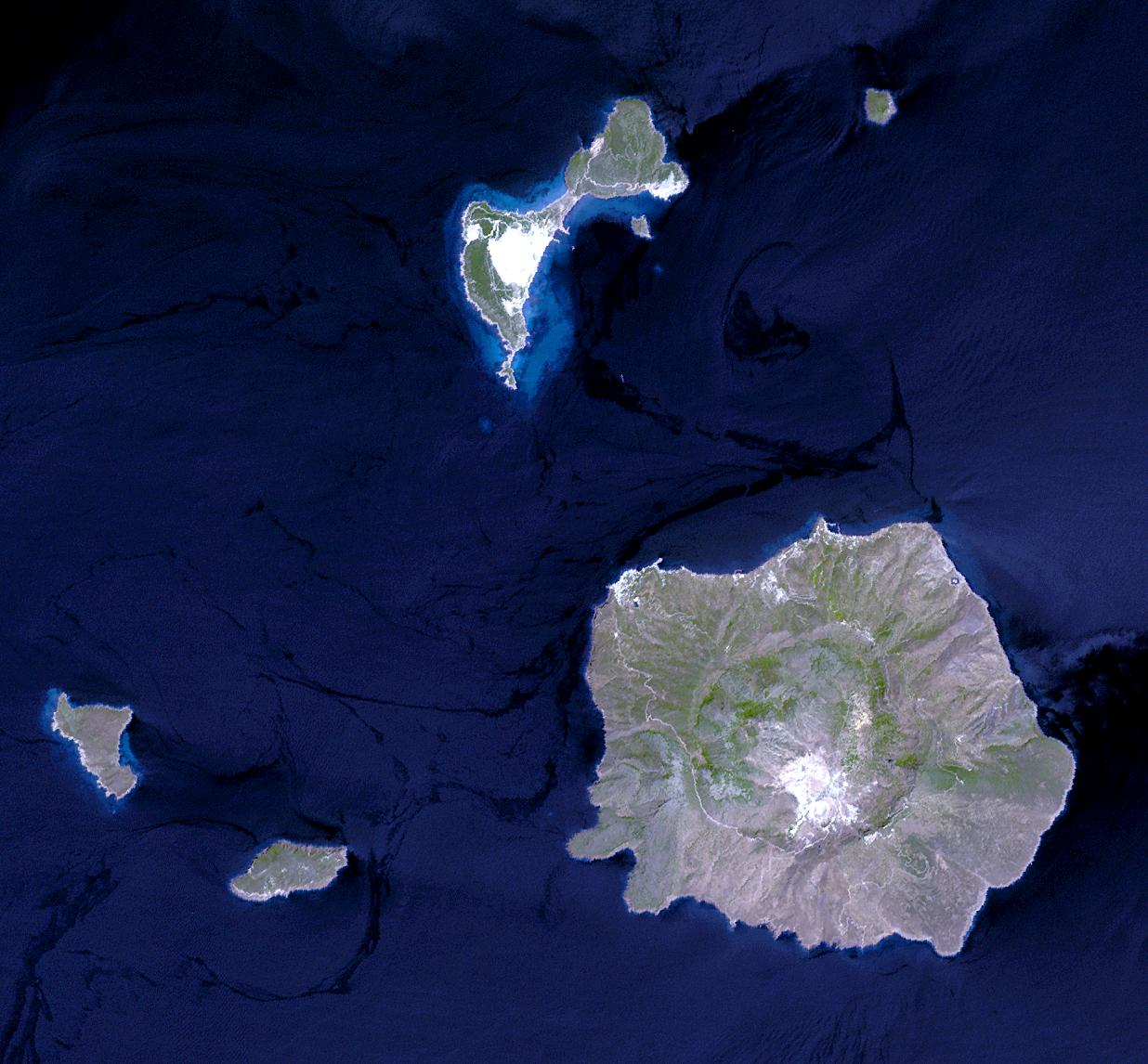
Vista satèl·lit de les illes envoltant Níssiros, amb Guialí al nord amb la reguera blanca.

Illa d'origen volcànic, se situa al sud-est de la mar Egea a uns 20 km de la península de Datça à l'Asia Menor. Guialí és a 3,2 km al nord de l'illa de Níssiros, de la qual depèn, a 8,6 km al sud de l'illa de Cos, i a 20 a l'altura de les costes de Turquia. Composta de dues parts unides per un istme central, s'estén en uns 10 km de longitud i 1,5 d'amplada màximes per una superfície de 4,558 km².
L'illa és formada per pujols de 182 metres al nord-est i de 179 m al sud-oest, connectats per istme estret de tan sols 250 m. L'amplada més gran és de 5,1 km de nord-est a sud-oest i una llargada de 6 km. L'àrea de l'illa és de 4,558 km². Té una cova de 180 m de profundidat.
La part nord-est de l'illa és composta d'obsidiana (que ha donat el seu nom de « cristall » a l'illa) eixida d'un dom de lava provinent d'erupcions de riolites i la part sud-oest de tosca ; l'istme central és el resultat de dipòsits sedimentaris marítims. La darrera erupció coneguda a Guialí data de l'Holocè.
Chora és el sol centre habitat present a l'illa on resideixen de manera permanent aproximadament 10 habitants, oficialment. D'altra banda, Guialí posseeix a 3,3 km a l'est de les seves costes l'illa inhabitada de Strongyli i, 400 m al sud d'aquesta, l'illeta d'Àgios Antonios. L'illa és comunicada per llançadores de Pali, el port situat al nord de Níssiros.

## Història
Traces de terrissa i d'objectes tallats en obsidiana que daten del Neolítici (de 4500 à 3200 aC) han estat retrobats a l'illa. Endemés, ha estat demostrat que l'obsidiana dita « floc de neu », típica de Guialí, era explotada al IIIr Mil·lenni aC de vases de Creta de la Civilització minoica. El període hel·lenístic fou marcada per la presència de cisternes au nord de l'illa i de terrissa.
En el període contemporani, l'almirall grec Andreas Miaoulis va trobar refugi a l'illa durant la Guerra d'independència grega de 1821. Durant l'ocupació italiana del Dodecanès (1919-1945), l'explotació de la pedra tosca fou fortament desenvolupada amb la construcció a Guialí d'instal·lacions de carregament dels vaixells d'escorta.

## Economia

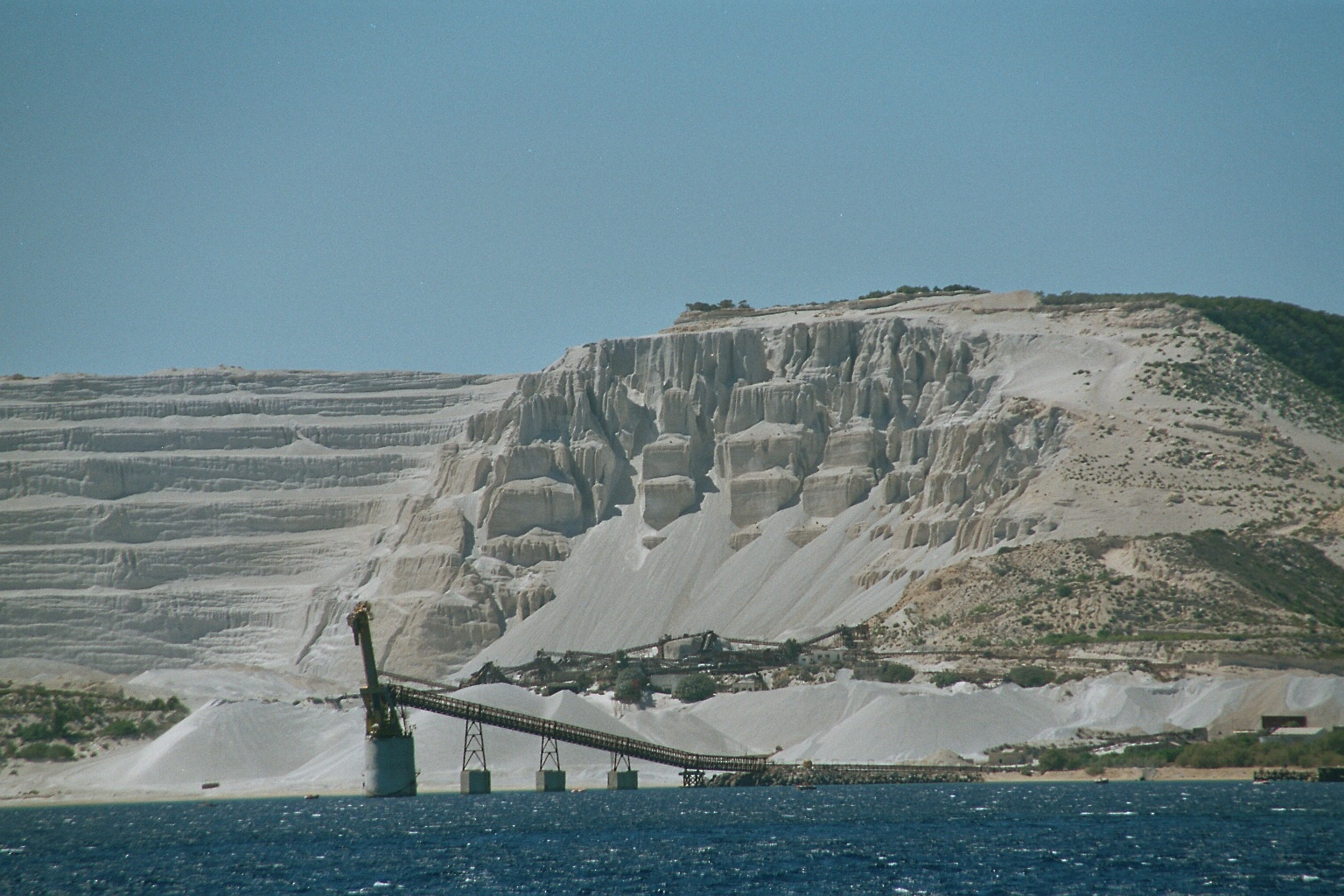
Les pedreres de tosca el 2003.

L'economia de l'illa va lligada d'ençà de milers d'anys a l'extracció de la pedra tosca i de l'obsidiana. Fortament desenvolupada durant l'ocupació italiana, l'explotació minera de la tosca de l'illa fou confiada després de la Segona Guerra Mundial a empreses d'Estat gregues. D'ençà del 1994, l'Etat ha assignat una concessió de prop de 175 hectàrees per 40 anys a l'empresa privada Aegean Perlites SA que té una capacitat de producció a l'illa de 250 000 tones de tosca per any (80 tones per hora). Les reserves de pedra tosca de Guialí —que són les més importants de Grècia— han estat avaluades a 90 milions de m3, la qual cosa en permet una explotació fins al 2100. La societat LAVA - Mining & Quarrying Co., filial del grup Heracles, també és implantada a l'illa per a la transformació de la tosca.

## Natura
La vegetació es caracteritza per la calor i la sequera, però en comparació amb altres petites illes és molt més diversa. En diversos llocs s'han desenvolupat boscos de pi de Xipre(Pinus brutia). Feixes abandonades indiquen l'antic ús agrícola, hi va haver pasturatge de cabres fins al 1998 com ho mostren les marques de mossegades. La contínua explotació dels jaciments de pedra tosca a cel obert ha tingut unes repercussions significatives sobre el medi. Com a mesura de compensació ecològica pels importants efectes en la natura i el paisatge s'hi ha fet plantacions.

## Flora
A Guialí s'han trobat 241 espècies de falgueres i plantes amb llavors. La vegetació original esclerofil·la mediterrània amb l'ullastre (Olea europaea var. sylvestris) i el garrofer (Ceratonia siliqua) ha estat reemplaçada en molts llocs per boscos de pi de Xipre (Pinus brutia). Les soles reserves conegudes forestals de Pinus brutia en substrats de perlita i pedra tosca van lligades a les condicions del sòl i la densitat de població dels representants típics de la màquia i el garrigar.
L'aparició de boscos de Pinus brutia probablement té relació amb la manca d'instal·lacions humanes durables i la formació de terra vegetal per la lleugera erosió del substrat. Totes les edats hi són representades, els exemplars més antics tenen al voltant de 100 anys. Els arbres arriben a una altura d'uns 6-7 m i si són a l'abric de vent arriben a 12 m. En llocs exposats al vent les formes arbustives no arriben a 3 m d'alçada. En les petites àrees degradades del turó occidental predominen el llentiscle (Pistacia lentiscus) amb solitaris ullastres (Olea europaea var. sylvestris), el garrofer (Ceratonia siliqua), el garric (Quercus coccifera), l'arboç (Arbutus unedo), la murta comuna (Myrtus) i el bruc (Erica manipuliflora). La planta de companyia dominant en sòls poc profunds és el bruc (Erica manipuliflora). Al turó de nord-est hi ha rodals oberts d'arbres intercalats amb l'estepa ladanífera (Cistus ladanifer), l'estepa borrera (Cistus salviifolius), el Cistus parviflorus, l'estepa de Creta (Cistus creticus) i els arbustos petits de l'Herba de Sant Joan (Hypericum empetrifolium) i els caps d'ase (Lavandula stoechas), de vegades amb brucs, ullastres, garrovers, garrics, sajolides (Thymbra Lavandula stoechas), socarrell apiculat (Anthyllis hermanniae) i Thymelaea (Thymelaea tartonraira).
Els llocs més degradats són les comunitats vegetals de la màquia amb el bruc, el garrofer, l'ullastre, la murta comuna, el coscoll i l'arboç, que pesen més que la proporció de llentiscles. En alguns llocs prop de la costa s'han establit grans ginebres marítims (Juniperus macrocarpa). Al turó de nord-est hi ha dafnes (Gnidioides Daphne), plantacions d'eufòrbies (Euphorbia dendroides), ephedra (Ephedra foeminea) i tapereres (Capparis orientalis).
A les zones amb una degradació més avançada de la màquia se substitueix per garriga. Segons el lloc dominen diferents tipus, com ara vulneràries a l'istme, estepa i Cistus creticus i Cistus parviflorus en els vessants nord-occidentals del turó oriental, tomanins en antigues feixes i bruc que creix en llocs nets. La major part dels acompanyants són estepa borrera, herba de Sant Joan, camamilla grega (Phagnalon graecum), Thymelaea tartonraira i farigola mascle (Teucrium capitatum).
Els llocs sorrencs en l'istme són per l'eruga de mar (Cakile maritima), la barrella llisa (Salsola tragus) i la corretjola de la mar (Polygonum maritimum), a l'àrea adjacent a la sorra de la platja hi ha Otanthus maritimus, el card marí (Eryngium maritimum), la lleteresa de mar (Euphorbia paralias), la Matthiola (Matthiola tricuspidata), el jull de sorra (Elymus farctus) i el lliri de mar (Pancratium maritimum).
En una zona inundada petita periòdicament creixen halòfits com la varietat del limònium (Limonium graecum) i a la riba el bruc de mar (Frankenia hirsuta) i (Parapholis marginata).

## Flora i fauna
La flora de l’illa es compon principalment de pins de Turquia (els més antics dels quals arriben a 100 anys) i l'arbocer (Arbutus unedo). Altres espècies registrades són el llentiscle (Pistacia lentiscus), l'ullastre (Olea europaea var sylvestris), el garrofer (Ceratonia siliqua), el garric (Quercus coccifera), la murta comuna (Myrtus communis) i una forta presència de bruc (Erica manipuliflora). Guialí també s'utilitzava per a pasturar cabres que, amb l’ús de pedra tosca, van modificar profundament l'equilibri de les plantes d’una illa tan petita. Les terrasses d'explotació van ser endegades posteriorment amb plantacions enjardinades.
L'illa protegeix una població de llangardaix de l'espècie Ophisops elegans.